# Туранський Олександр Олексійович
Олександр Олексійович Тура́нський (нар. 22 липня 1936, Бердичів) — український живописець; член Спілки художників України з 1967 року.

## Біографія
Народився 22 липня 1936 року в місті Бердичеві Житомирської області (тепер Україна). У 1950—1954 роках навчався в Київській художній школі (викладачі Є. Волобуєв, Г. Зоря, Ю. Ятченко). З 1952 року брав участь у республіканських художніх виставках, з 1961 року — всесоюзних. У 1955—1961 роках навчався в Київському державному художньому інституті (педагоги з фаху К. Трохименко, В. Костецький, В. Пузирков).
Живе і працює в Києві. 1966 року за картину «Повсталі» отримав премію Спілки художників СРСР.

## Твори
Працював в галузі станкового живопису. Основні роботи:
- «Полудень» (1966);
- «Повсталі» (1967);
- «Розвідники майбутнього» (1968);
- «Слово правди» (1968—1969)
- «Крок віку» (1972);
- «Толока» (1972);
- «Хто з мечем до нас прийде» (1985);
- триптих «Три дні миру» (1986);
- «Вибір долі» (1987);
- «Ковчег» (1989);
- «Козацьке дозвілля» (1999).

Роботи художника зберігаються в багатьох музеях:
- Горлівський художній музей;
- Донецький художній музей;
- Сумський художній музей;
- Чернігівський художній музей;
- Вінницький краєзнавчий музей;
- Ізмаїльська картинна галерея ім. О. Суворова;
- Переяслов-Хмельницький історико-культурний музей;
- Червоноградський краєзнавчий музей;
- Яготинський історичний музей;
- Ямпільська народна картинна галерея.